# BBC 라디오 5 라이브
BBC 라디오 5 라이브(BBC Radio 5 Live)는 BBC의 라디오 방송 중 하나로, 주 편성은 스포츠와 뉴스를 중심으로 하며, 긴급 시 뉴스 속보 프로그램도 방송한다.
1990년 8월 27일 BBC 라디오 2에서 사용되었던 AM 주파수를 따로 분리하여 개국하였다. 개국 당시에는 "BBC 라디오 5"였으나, 1994년 3월 28일부터 현재의 이름으로 바뀌었다.
BBC 라디오 5 라이브의 방송은 그레이터맨체스터 주 솔퍼드 외곽에 있는 미디어시티UK(MediaCityUK)에서 방송하고 있다. 2008년에 BBC 라디오 5 라이브의 방송을 미디어시티UK로 이전하겠다는 발표를 하였고, 미디어시티UK가 완공된 2011년 9월에 이전을 완료하였다.

## 방송 송출
- 중파방송 : 909㎑, 693㎑[1]
- 디지털 오디오 방송 : 12B
- 프리뷰 : 705
- 프리샛 : 705
- 스카이 UK : 0105
- 버진 미디어 : 905
- UPC 아일랜드 : 911

## 로고

### BBC 라디오 5 라이브

2007년부터 2022년까지 사용한 로고.
2022년부터 현재 사용하고 있는 로고.

### BBC 라디오 5 스포츠 엑스트라

2007년부터 2022년까지 사용한 로고.
2022년부터 현재 사용하고 있는 로고.

## BBC 라디오 5 스포츠 엑스트라
BBC 라디오 5 스포츠 엑스트라(BBC Radio 5 Live Sports Extra)는 BBC의 라디오 방송 중 하나이며, BBC 라디오 5 Live의 자매 채널이다. 2002년 2월 2일에 개국하였다.
주 편성은 크리켓, 테니스, 메이저 리그 월드 시리즈, NFL이며, BBC 라디오 5 라이브 중계와 경기 시간이 겹치는 일부 프리미어 리그 경기도 중계한다.
디지털 전용 방송으로 디지털 오디오 방송 및 프리뷰 등의 디지털 방송 플랫폼으로 청취할 수 있다. 송출 현황은 아래와 같다.
- 디지털 오디오 방송 : 12B
- 프리뷰 : 706
- 프리샛 : 706
- 스카이 UK : 0144
- 버진 미디어 : 908
- UPC 아일랜드 : 928